# 富樫安隆
富樫 安隆（とがし やすたか、冨樫泰隆、生年不詳 - 元中8年/明徳2年（1391年））は、室町時代の武将。出羽富樫氏十四代目。官位は正五位上・中務大輔。足利将軍家家臣。

## 人物
出羽富樫氏の末裔・冨樫安房の長男に生まれる。加賀守護富樫氏三代目の富樫昌家の子・富樫国枝の養子に入る。
律令制における八省のひとつである中務省の中務大輔を務めた。中務省は天皇の補佐や詔勅の宣下・叙位などの朝廷に関する職務の全般を担っていた為、中務大輔は最も重要な省の大輔であった。また、斯波氏の家臣団の一人として越前国坂井郡丸岡坪ノ内（現在の福井県坂井市丸岡町坪ノ内）に居住し、坪ノ内の地名にちなんで私的に坪内姓を称した。斯波氏の家臣団に所属しているが、征夷大将軍家足利家の足利義満に仕えた。
元中8年/明徳2年（1391年）の明徳の乱では、義満の家臣として山名氏清・満幸らと京都で戦い、奮戦の末に討ち死にした。

## 富樫氏と坪内氏
富樫氏は藤原利仁の後裔である加賀斎藤氏の流れをくむ氏族で、斎藤宗助の子の家国が加賀国富樫郷を治めて富樫家国を名乗ったのが始まりである。坪内氏は、安隆が私的に称すことに始まり、正式に坪内姓を名乗るのは安隆の末裔・富樫頼定の代からである。頼定は加賀国から尾張国へ赴き、尾張富樫氏の末裔といわれる坪内又五郎某の婿となって坪内頼定を称し、尾張国葉栗郡に松倉城を築いてそこを坪内氏の本拠とした。以後坪内家は周辺の土豪と合わせて川並衆と呼ばれたり坪内衆と呼ばれたりした。

## 系図
- 祖父：富樫忠泰
- 養父：富樫国枝
- 父：富樫安房
- 母：不詳
- 生母不明の子
  - 男子：富樫国定